# Suchi Saria

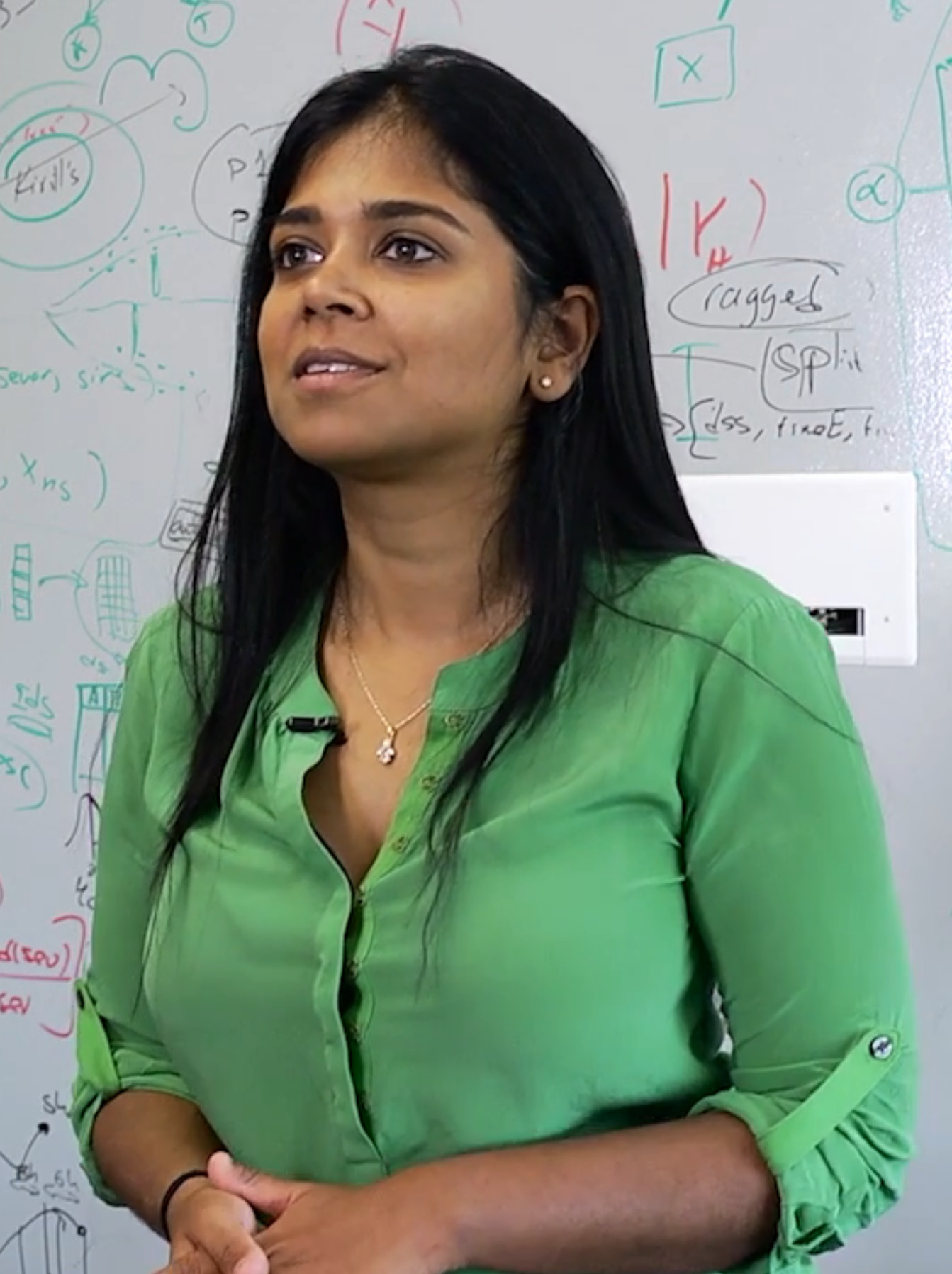
Suchi Saria

Suchi Saria (* 1980er Jahre in Indien) ist eine indische Informatikerin und Hochschullehrerin.  Sie ist Associate Professorin an der Johns Hopkins University, leitet das Labor für Maschinelles Lernen und Gesundheitswesen und ist Gründungsforschungsdirektorin des Malone Center for Engineering im Gesundheitswesen.

## Leben und Werk
Saria studierte am Mount Holyoke College, wo sie den Bachelor-Abschluss und ein Vollstipendium von Microsoft erhielt. 2004 wechselte sie als Rambus Corporation Fellow zur Stanford University, wo sie ihren Master of Science erwarb. Sie promovierte ebenfalls dort 2011 in Informatik bei Daphne Koller, beraten von Anna Asher Penn und Sebastian Thrun mit der Dissertation: The digital patient : machine learning techniques for analyzing electronic health record data. An der Stanford University entwickelte sie ein Modell, das Ergebnisse bei Frühgeborenen mit einer Genauigkeit von 90 % vorhersagen konnte. Das Modell verwendete Daten von Monitoren, Geburtsgewicht und Zeitdauer im Mutterleib, um vorherzusagen, ob ein Frühchen eine Krankheit entwickeln würde.  Der Ausgabewert PhyiScore könnte verwendet werden, um die Ausgaben zu reduzieren, die das US-Gesundheitswesen für Frühgeburten ausgibt. Sie forschte ebenfalls bei dem Unternehmen Aster Data Systems. Sie hat derzeit einen John C. Malone-Stiftungslehrstuhl an der Johns Hopkins University, der in den Bereichen Ingenieurwesen, öffentliche Gesundheit und Medizin tätig ist. Sie ist auch die Gründerin von Bayesian Health, dessen Ziel es ist, die Bereitstellung von Gesundheitsleistungen zu revolutionieren, indem Anbieter und Gesundheitssysteme in Echtzeit auf wichtige klinische Schlussfolgerungen zugreifen können.

## Forschung
Ihre Forschung konzentriert sich darauf, neue Klassen von Diagnose- und Behandlungsplanungswerkzeugen für das Gesundheitswesen zu ermöglichen.  Ihre Arbeit demonstrierte zunächst den Einsatz von Maschinellem Lernen, um eine frühzeitige Erkennung bei der lebensbedrohlichen Erkrankung Sepsis zu ermöglichen. Sie entwickelte einen weiteren Algorithmus, mit dem der septische Schock vorhergesagt und behandelt werden kann. Bei der Parkinson-Krankheit zeigte ihre Arbeit eine erste Demonstration der Verwendung leicht verfügbarer Sensoren, um die Schwere der Symptome zu Hause leicht zu verfolgen und zu messen und das Behandlungsmanagement zu optimieren. Saria und ihr Team erstellten eine App, mit der Parkinson-Patienten ihre Symptome auf ihren persönlichen Smartphones verfolgen können.  Sie gilt als Expertin für Computerstatistik und deren Anwendung auf die reale Welt. 2014 wurde sie durch ein 1,5-Millionen-Dollar-Projekt der Gordon and Betty Moore Foundation finanziert, mit dem die Sicherheit auf Intensivstationen erhöht werden soll. Das Projekt verwendete Daten, die am Krankenbett des Patienten gesammelt wurden, sowie nicht-invasive 3D-Sensoren, die die Versorgung in den Krankenzimmern des Patienten überwachen. Saria nutzt Big Data zur Behandlung chronischer Krankheiten und verwendet Maschinelles Lernen, um medizinische Aufzeichnungen zu analysieren und ähnliche Muster des Fortschreitens der Krankheit zu identifizieren.  Das System ermittelt, welche Behandlungen für verschiedene Symptome wirksam eingesetzt wurden, um Ärzten bei der Auswahl von Behandlungsplänen für bestimmte Patienten zu helfen.

## Auszeichnungen (Auswahl)
- 2002:	Microsoft-Vollstipendium
- 2011:	National Science Foundation Computing Innovation Fellowship
- 2013: Forschungspreis der Gordon and Betty Moore Foundation
- 2014: Jährlicher wissenschaftlicher Preis der Society of Critical Care Medicine
- 2014: Google Research Award
- 2014: Stipendium der National Science Foundation (NSF) für intelligente und vernetzte Gesundheitsforschung
- 2015: Hopkins Discovery Award 2015
- 2015: IEEE Intelligent Systems Young Star in der künstlichen Intelligenz
- 2016: Brilliant 10 Award von Popular Science
- 2017: Stipendium der Young Faculty der Defense Advanced Projects Research Agency (DARPA)
- 2017: MIT Technology Review 35 Innovatoren unter 35
- 2018: Sloan Research Fellowship
- 2018: World Economic Forum Young Global Leader

## Veröffentlichungen (Auswahl)
- Individualized sepsis treatment using reinforcement learning, Nature medicine  24, 2018